# Cryptantha muricata
Cryptantha muricata är en strävbladig växtart som först beskrevs av William Jackson Hooker och Arn., och fick sitt nu gällande namn av Aven Nelson och Macbride. Cryptantha muricata ingår i släktet Cryptantha, och familjen strävbladiga växter. Inga underarter finns listade i Catalogue of Life.